# Dohrniphora longirostrata
Dohrniphora longirostrata är en tvåvingeart som först beskrevs av Günther Enderlein 1912.  Dohrniphora longirostrata ingår i släktet Dohrniphora och familjen puckelflugor. Inga underarter finns listade i Catalogue of Life.